# NGC 5045
NGC 5045 је расејано звездано јато у сазвежђу Кентаур које се налази на NGC листи објеката дубоког неба.
Деклинација објекта је - 63° 24' 48" а ректасцензија 13h 17m 4,6s. Привидна величина (магнитуда) објекта NGC 5045 износи 10,8. NGC 5045 је још познат и под ознакама ESO 96-SC5.